# Tambakserang
Tambakserang is een bestuurslaag in het regentschap Brebes van de provincie Midden-Java, Indonesië. Tambakserang telt 4381 inwoners (volkstelling 2010).